# Merosargus bulbifrons
Merosargus bulbifrons är en tvåvingeart som beskrevs av Samuel Wendell Williston  1900. Merosargus bulbifrons ingår i släktet Merosargus och familjen vapenflugor. Inga underarter finns listade i Catalogue of Life.